# Иманов, Рашид Угурлу оглы
Рашид Угурлу оглы Иманов (азерб. Rəşid Uğurlu oğlu İmanov; 1905, Джеватский уезд — 1997, Бейлаганский район) — советский азербайджанский животновод, Герой Социалистического Труда (1948).

## Биография
Родился в 1905 году в селе Таталыллар Джеватского уезда Бакинской губернии (ныне — в Бейлаганском районе Азербайджана).
С 1937 года старший чабан колхоза «Новая жизнь» (бывший имени Кагановича) Ждановского района. В 1947 году вырастил от 400 грубошерстных овцематок 495 ягнят, при среднем весе ягнят к отбивке 42,5 килограмма. В 1981 году участвовал, как член жюри, в Республиканской выставке достижений животноводства.
Указом Президиума Верховного Совета СССР от 17 августа 1948 года за получение в 1947 году высокой продуктивности животноводства Иманову Рашиду Угурлу оглы присвоено звание Героя Социалистического Труда с вручением ордена Ленина и золотой медали «Серп и Молот».
С 1972 года пенсионер союзного значения.
Активно участвовал в общественной жизни Азербайджана. Член КПСС с 1958 года.
Скончался в 1997 году в родном селе.